# Walter Dale Miller
Walter Dale "Walt" Miller (Viewfield (Dakota del Sur), 5 de octubre de 1925-Dallas, 28 de septiembre de 2015) fue un político estadounidense por el Partido Republicano. Fue el 29º Gobernador de Dakota del Sur de 1993 a 1995, sucediendo al fallecido George S. Mickelson. Asus 67 años, fue la persona más anciana que ocupó el cargo como Gobernador de Dakota del Sur.

## Biografía
Miller nació en 1925 en la Comunidad de Viewfield (Dakota del Sur) en el Condado de Meade en el rancho familiar, donde vivió y trabajó. Estudió en la South Dakota School of Mines and Technology aunque no se graduó. Además de ranchero, Miller fue presidente del Dakota National Life Insurance Company desde 1970 a 1985.

## Carrera
De 1967 a 1986, Miller sirvió en la Cámara de Representantes de Dakota del Sur. Desde 1975 hasta 1978, y nuevamente en 1986, fue líder de la Mayoría Republicana. Miller fue portavoz de la Cámara en 1981 y 1982.
En las Elecciones presidenciales de Estados Unidos de 1984, Miller fue el presidente estatal de la campaña presidencial de Ronald Reagan y en las 1988 fue copresidente de la campaña de George H. W. Bush.
Miller fue el 34º Teniente Gobernador de Dakota del Sur y vicegobernador a tiempo completo desde 1987 hasta la muerte de gobernador George S. Mickelson en 1993, cuando asumió el cargo.
Miller pierde las primarias a elecciones a Gobernador en 1994 por Bill Janklow.

## Vida personal
Después de dejar la política, Miller continuó en el rancho de New Underwood, donde estuvo involucrado en diferentes actividades de lobbies rancheros.
En 1943, se casó con Mary Randall, con quien tuvo cuatro hijos: Nancy, Karey, Randy y Renee. Mary murió en 1989. En 1993, Miller se casó con Patricia Caldwell, convirtiéndose en el primer gobernador de Dakota del Sur en casarse mientras estaba en el cargo. Tuvo dos hijastros, Cade y Rebecca. Patricia Caldwell Miller se postuló sin éxito para la nominación republicana para auditora estatal en 2010. Se desempeñó como subsecretaria de Estado y buscó sin éxito la nominación republicana para Secretaria de Estado de Dakota del Sur en 2014.
Miller murió el 28 de septiembre de 2015, a la edad de 89 años, mientras visitaba Dallas.